# Fleur de liberté
Chansons représentant la Belgique au Concours Eurovision de la chanson
Baby, Baby
(1973) Gelukkig zijn
(1975)
Fleur de liberté est une chanson écrite par Frank Gérald et composée et interprétée par Jacques Hustin, sortie en 45 tours en 1974.
C'est la chanson sélectionnée pour représenter la Belgique au Concours Eurovision de la chanson 1974 qui se déroulait à Brighton, Angleterre, au Royaume-Uni.
Jacques Hustin a également enregistré la chanson en anglais sous le titre Freedom for the Man (« Liberté pour l'homme »).

## À l'Eurovision
Elle est intégralement interprétée en français, l'une des langues nationales, le choix de la langue étant toutefois libre entre 1973 et 1976. L'orchestre est dirigé par Pierre Chiffre.
C'est la 7e chanson interprétée lors de la soirée, suivant Celui qui reste et celui qui s'en va de Romuald pour Monaco et précédant I See a Star de Mouth & MacNeal pour les Pays-Bas.
À la fin du vote, Fleur de liberté termine 9e sur 17 chansons, avec 10 points.

## Liste des titres
Singles de Jacques Hustin
La Raison même
(1973) Histoire de rigoler
(1975)
| A1. | Fleur de liberté             | Frank Gérald                | Jacques Hustin | 2:59 |
| B1. | On dit de toi, on dit de moi | Frank Gérald, Boris Bergman | Jacques Hustin | 2:42 |

## Classements

### Classements hebdomadaires
| Classement (1974)                       | Meilleure position |
| --------------------------------------- | ------------------ |
| Belgique (Flandre Ultratop 50 Singles)  | 30                 |
| Belgique (Wallonie Ultratop 50 Singles) | 22                 |

## Historique de sortie
| Pays        | Titre               | Date | Format   | Label      |
| ----------- | ------------------- | ---- | -------- | ---------- |
| Allemagne   | Fleur de liberté    | 1974 | 45 tours | Columbia   |
| France      | Fleur de liberté    | 1974 | 45 tours | Sonopresse |
| Royaume-Uni | Freedom for the Man | 1974 | 45 tours | EMI        |